# Yinka Dare
Yinka Dare (Kano, 10 ottobre 1972 – Englewood, 9 gennaio 2004) è stato un cestista nigeriano, professionista nella NBA.
Muore nel 2004 stroncato da un attacco cardiaco.

## Carriera
Venne selezionato dai New Jersey Nets al primo giro del Draft NBA 1994 (14ª scelta assoluta).
Con la Nigeria disputò i Campionati mondiali del 1998.